# Robert Schulze (Handballspieler)
Robert Schulze (* 14. Juni 1991 in Wolgast) ist ein deutscher Handballspieler und -trainer.

## Karriere
Robert Schulze begann mit fünf Jahren beim HSV Insel Usedom mit dem Handball. 2009 wechselte er zum HSV Hamburg. Dort spielt er überwiegend in der zweiten Mannschaft, sein Bundesligadebüt hatte der 1,87 Meter große Linksaußen in der Saison 2011/12 im Spiel gegen Eintracht Hildesheim. In der Saison 2012/13 gewann er mit dem HSV Hamburg die EHF Champions League. In der Saison 2014/15 lief er mit einem Zweitspielrecht beim Zweitligisten SV Henstedt-Ulzburg auf. Ab der Saison 2015/16 spielte er ausschließlich für den SV Henstedt-Ulzburg, der seit der Saison 2016/17 als HSG Nord HU antritt.
Seine offizielle Profikarriere beendete Robert Schulze 2017, aufgrund von beruflichen sowie körperlichen Gründen. In der Saison 2017/18 stand er für die HTS/BW96 Handball auf der Platte. Anschließend wechselte er zur HSG Horst/Kiebitzreihe. Im Sommer 2019 schloss er sich dem Hamburgligisten HT Norderstedt an. Später wechselte er vereinsintern in die dritte Mannschaft.
Schulze trainierte ab 2010 eine Jugendmannschaft beim HSV Hamburg. Nachdem Schulze bei der Damenmannschaft von HT Norderstedt als Co-Trainer tätig gewesen war, übernahm er zur Saison 2022/23 das Traineramt der Oberligamannschaft. Unter seiner Leitung stieg die Damenmannschaft 2023 in die 3. Liga auf.